# Clawfinger (album)
Clawfinger – trzeci studyjny album rap metalowego zespołu Clawfinger wydany w 1997 roku.

## Lista utworów
1. „Two Sides” – 4:05
2. „Hold Your Head Up” – 3:26
3. „Biggest & the Best” – 3:51
4. „Chances” – 2:58
5. „Don’t Wake Me Up” – 4:10
6. „Not Even You” – 2:46
7. „Nobody Knows” – 3:12
8. „I Can See Them Coming” – 3:39
9. „Wrong State of Mind” – 3:51
10. „I’m Your Life and Religion” – 3:56
11. „Crazy” – 2:47
12. „I Guess I’ll Never Know” – 4:51
13. „RealiTV” – 3:46
14. „Runnerboy” – 3:36
15. „What Gives Us the Right?” – 3:36